# Grüne Liste Schleswig-Holstein
Die Grüne Liste Schleswig-Holstein (GLSH) war eine im Mai 1978 gegründete Vorgängerorganisation der Partei Die Grünen, die nach Strömungskämpfen, Spaltung und Fusion erst 1982 endgültig in der Bundespartei aufging.

## Geschichte
Zu den Kommunalwahlen im März 1978 traten erstmals in Schleswig-Holstein umweltschutzorientierte Wählergemeinschaften an. Im Kreis Steinburg, in dem das Atomkraftwerk Brokdorf liegt, kandidierte die Grüne Liste unabhängiger Wähler, im Kreis Nordfriesland – wo ein Atomkraftwerk im Wattenmeer geplant war – die Grüne Liste Nordfriesland. Sie zogen mit 6,6 beziehungsweise 6,0 Prozent der Wählerstimmen in die Kreistage ein. Aus ihnen entstand die landesweit aktive GLSH, die bei der Landtagswahl 1979 2,4 Prozent erzielte und damit an der Fünf-Prozent-Hürde scheiterte. Von der SPD wurde ihr daraufhin jahrelang vorgeworfen, sie habe mit den „verschenkten“ Stimmen einen Regierungswechsel von Gerhard Stoltenberg (CDU-Ministerpräsident) zum SPD-Spitzenkandidaten Klaus Matthiesen verhindert. 
Ebenfalls 1979 beteiligte sich die GLSH gemeinsam mit der GLU Niedersachsen, der AUD, der GAZ, der Freien Internationalen Universität, der Aktion Dritter Weg (A3W) sowie Vertretern von weiteren Bürgerinitiativen an der Bildung der gemeinsamen Wahlliste „Sonstige Politische Vereinigung (SPV)-Die Grünen“ für die Europawahl. 1980 gehörte sie dann zu den Gründungsorganisationen der grünen Bundespartei. Schon wenige Wochen nach der Parteigründung verließen viele GLSH-Mitglieder die Bundespartei, weil ihnen das auf dem zweiten Bundesparteitag in Saarbrücken verabschiedete Programm der Grünen zu linkslastig erschien, manche von ihnen blieben als Doppelmitglieder auch im Landesverband der Grünen, der unter maßgeblichem Einfluss von Mitgliedern der Gruppe Z stand. 
Somit existierten in Schleswig-Holstein zwei grüne Parteien, der explizit links orientierte Landesverband der Bundespartei und die eher konservative GLSH. Dies führte 1982 dazu, dass in den kreisfreien Städten Flensburg und Lübeck je zwei grüne Formationen zur Kommunalwahl antraten. In beiden Städten lag das Grünen-Gesamtergebnis über dem Landesschnitt, konnte aber wegen der jeweiligen Aufsplittung nicht in Rathaus-Mandate umgemünzt werden. Daraufhin wurde eine Wiedervereinigung der Parteien angestrebt, wobei die Doppelmitglieder eine vermittelnde Rolle spielten.
Im November 1982 ging die GLSH nach langen turbulenten Fusionsverhandlungen im schleswig-holsteinischen Landesverband der Grünen auf. Ihr bekanntestes Mitglied, Baldur Springmann, war schon nicht mehr dabei, er hatte mit anderen die ÖDP gegründet. Der gleichfalls als zentrale Figur geltende Boje Maaßen fungierte noch bei der Landtagswahl 1983 als Spitzenkandidat der Grünen, kehrte danach aber ebenso wie viele andere ehemalige GLSH-Mitglieder der Partei den Rücken.
GLSH-Vorsitzender war der Husumer Hauptschulrektor Brar Riewerts. Grünen-Bundestagsabgeordnete mit Wurzeln in der GLSH waren Gerd Peter Werner und Thomas Wüppesahl. Auch die ehemalige Vorsitzende der schleswig-holsteinischen Landtagsfraktion der Grünen, Irene Fröhlich, begann ihren politischen Weg in der GLSH.

## Einzelbelege
1. ↑   Kreisverband von Bündnis 90/Die Grünen Steinburg (Memento vom 21. Oktober 2016 im Internet Archive)
2. ↑  Jürgen Oetting, Selbstblockade im Norden (Schleswig-Holstein), in: Joachim Raschke (Hrsg.), Die Grünen. Wie sie wurden, was sie sind. Köln 1993, S. 378–384, hier S. 378.
3. ↑  Deren bevorstehendes Scheitern erst dadurch abgewendet wurde, dass der Bundesvorstand seinen Landesverband zu Zugeständnissen gegenüber der GLSH zwang. Vgl. Jürgen Oetting, Selbstblockade im Norden (Schleswig-Holstein), in: Joachim Raschke (Hrsg.), Die Grünen. Wie sie wurden, was sie sind. Köln 1993, S. 378–384, hier S. 379.
4. ↑  Neues Forum, Band 25–26, Notizen: Ausg. 25-26 - 1978
5. ↑  Ludger Volmer: Die Grünen: Von der Protestbewegung zur etablierten Partei - eine Bilanz. Bertelsmann, München 2009, ISBN 3-5701-0040-5, S. 173
6. ↑  Quer zum Kurs. In: Der Spiegel. Ausgabe 10/1983 vom 7. März 1983, S. 28
7. ↑  Jürgen Oetting, Selbstblockade im Norden (Schleswig-Holstein), in: Joachim Raschke (Hrsg.), Die Grünen. Wie sie wurden, was sie sind. Köln 1993, S. 378–384, hier S. 379.
8. ↑  Nach eigenen Angaben zwei Wochen nach der Landtagswahl, siehe Maaßen-Homepage: Weichenstellung der Grünen 1980, abgerufen am 10. Februar 2017.